# Trofeo Coppa del Mondo FIFA
Il Trofeo Coppa del Mondo FIFA (in inglese FIFA World Cup Trophy) è il trofeo assegnato dal 1974 alla nazionale di calcio vincitrice del campionato mondiale. Ideata e disegnata dall'orafo e scultore italiano Silvio Gazzaniga, prodotta dall'azienda Bertoni Srl di Paderno Dugnano in provincia di Milano, è diventata il simbolo della massima manifestazione calcistica internazionale.

## Storia

### Origini e caratteristiche
Dopo la vittoria nel campionato mondiale di calcio 1970 per la terza volta della Coppa Jules Rimet da parte del Brasile, che si aggiudicò così la coppa definitivamente come da regolamento, la FIFA ebbe la necessità di creare un altro trofeo.

Lo scultore Silvio Gazzaniga nel 1971 mentre lavora su alcuni prototipi del trofeo della Coppa del mondo FIFA.

Il 5 aprile 1971 una commissione appositamente costituita si riunì nella sede della FIFA a Zurigo sotto la supervisione dell'allora Presidente Stanley Rous per bandire un concorso internazionale per la creazione di una nuova coppa. Vennero presentate 53 opere diverse da tutto il mondo: l'opera prescelta fu quella dello scultore milanese Silvio Gazzaniga. Come descritta da egli stesso, la coppa rappresenta la gioia e la grandezza dell'atleta nel momento della vittoria; due atleti stilizzati, che esultando sorreggono l'intero mondo.

Lo scultore Silvio Gazzaniga con la Coppa del mondo FIFA.

La coppa è alta 36,8 cm, il diametro della base è di 13 cm e pesa 6 175 g. Realizzato in oro massiccio a 18 carati, ma vuoto all'interno, il trofeo presenta alla base due bande di verde malachite semipreziosa; al di sotto del basamento sono incisi, ciascuno nella lingua della nazione indicata, i nomi delle nazionali che dal 1974 si sono aggiudicate il trofeo vincendo il campionato mondiale. Al contrario della Coppa Jules Rimet, questa coppa non è stata assegnata alla prima nazionale che l'ha vinta per tre volte. Continuerà a "girare" ad oltranza, probabilmente fino al 2038.

### Restauri e regolamenti
Al trofeo sono stati applicati negli anni una serie di accurati restauri, tra cui un nuovo rivestimento della cromatura d'oro, molto più brillante rispetto alla tonalità opaca originale, mentre i vecchi cerchi verdi di malachite semipreziosa, ormai usurati, sono stati sostituiti con dei nuovi. Tale restauro, supervisionato dallo stesso Silvio Gazzaniga, avvenne agli inizi del dicembre 2005, in modo da esporre la coppa autentica, completamente rinnovata, pochi giorni dopo, durante la cerimonia dei sorteggi al mondiale tedesco, tenutasi a Lipsia. A seguito di tale procedimento, venne stabilito che, al fine di evitare costanti segni di deterioramento, a partire dall'edizione del 2006 in poi la FIFA non avrebbe più dato in prestito il trofeo originale alla nazionale di calcio vincitrice del torneo, che in precedenza lo deteneva presso la bacheca dei trofei nella sede della propria federazione, restituendola alla FIFA quasi quattro anni dopo, più precisamente durante la cerimonia sorteggi dei gironi dell'edizione successiva. Da quel momento in avanti il trofeo viene consegnato durante la cerimonia di premiazione al capitano della squadra vincente e, dopo i festeggiamenti, specifici addetti della FIFA recuperano il trofeo e regalano alla federazione vincitrice del torneo una fedele copia dell'originale, la quale veniva già consegnata alla squadra vincitrice del torneo, ma solo alla restituzione del trofeo originale. La replica, a differenza dell'originale, è in ottone placcato d'oro e non riporta incisi al di sotto del basamento anni e nomi delle nazionali vincitrici che si sono aggiudicate il trofeo dal 1974 ad oggi, bensì un'incisione situata sulla parte laterale adiacente alla scritta "FIFA World Cup" che riporta il luogo e l'anno dell'edizione, seguito dalla suddetta squadra vincitrice del torneo.
La coppa autentica invece viene sigillata e custodita all'interno di un forziere inox, rivestito in ecopelle, fornito da Louis Vuitton e tenuta dalla FIFA nella sua sede a Zurigo. L'esposizione dell'originale è limitata a pochi casi, come durante le cerimonie ufficiali FIFA, come sorteggi e conferenze, o in particolari eventi di beneficenza legati al calcio. Sempre secondo il regolamento FIFA, inoltre, soltanto i giocatori che lo hanno vinto, i capi di Stato delle varie nazioni e il presidente della FIFA possono toccare il trofeo. 
Inizialmente, i nomi delle squadre vincitrici del mondiale erano incisi ad elenco sotto il basamento del trofeo originale e riportati ciascuno nella propria lingua; le prime due vittorie della Germania venivano riportate come ottenute dalla Germania unita, nonostante fossero della Germania Ovest (ai tempi anche la Germania Est aveva una propria selezione calcistica). Questo è dovuto al fatto che la FIFA ha iniziato a riportare le vittorie sotto il basamento a partire dal campionato mondiale del 1994, anno del ventesimo anniversario dall'introduzione del trofeo, quindi dopo la riunificazione della Germania. Nel 2010, tuttavia, il nome della Spagna era inciso sotto il basamento del trofeo come "Spain", in inglese, non in spagnolo. Questa svista è stata corretta applicando la nuova incisione sotto il trofeo nel 2018, mentre le vittorie tedesche del 1974 e 1990, appartenenti alla selezione dell'Ovest, sono rimaste accreditate anche con le nuove incisioni sul basamento del trofeo semplicemente come "Deutschland". A partire dal 2018, infatti, il vecchio disco alla base del trofeo è stato sostituito con uno nuovo e i nomi dei vincitori su di esso sono stati riorganizzati sotto forma di spirale, in modo da avere più spazio per accogliere i futuri vincitori.

## Controversie
- Durante la cerimonia di premiazione della finale del 2006, non fu l'allora presidente FIFA, Joseph Blatter, a consegnare la coppa al capitano Fabio Cannavaro, ma il suo vice e allora presidente UEFA Lennart Johansson. Questo suscitò non poche polemiche nei media sportivi italiani.[20]
- Durante la cerimonia d'apertura del campionato mondiale di calcio 2010 in Sudafrica la FIGC ha protestato contro la FIFA, in particolar modo contro il presidente Joseph Blatter, poiché la coppa è stata restituita dal giocatore francese Patrick Vieira, finalista perdente nel 2006 contro l'Italia; è tradizione infatti che alla cerimonia d'apertura di una nuova edizione del mondiale sia un membro o comunque rappresentante della nazione campione in carica a restituire il trofeo.[21] Dopo le lamentele da parte dell'Italia, la FIFA per rimediare alla gaffe ha chiamato il capitano azzurro Fabio Cannavaro per riconsegnare in campo la coppa prima della finale.[22]
- Durante la cerimonia di premiazione della finale del 2022, è stata data la possibilità di sollevare il trofeo al noto macellaio e ristoratore turco Nusret Gökçe, noto con il soprannome di Salt Bae,[23] nonostante il protocollo della FIFA conceda questa autorizzazione solamente agli atleti che lo hanno vinto, alle massime cariche di Stato dei vari Paesi e allo stesso Presidente della massima Federazione calcistica internazionale. La decisione ha generato polemiche, tra queste anche quelle del calciatore italiano, ex azzurro, Giuseppe Rossi.[24] In seguito a tale vicenda il comitato disciplinare della FIFA ha avviato un'indagine.[25]

## Vincitori
| Edizione | Squadra nazionale | Capitano               | Allenatore              |
| -------- | ----------------- | ---------------------- | ----------------------- |
| 1974     | Germania Ovest    | Franz Beckenbauer      | Helmut Schön            |
| 1978     | Argentina         | Daniel Passarella      | César Luis Menotti      |
| 1982     | Italia            | Dino Zoff              | Enzo Bearzot            |
| 1986     | Argentina         | Diego Armando Maradona | Carlos Bilardo          |
| 1990     | Germania Ovest    | Lothar Matthäus        | Franz Beckenbauer       |
| 1994     | Brasile           | Dunga                  | Carlos Alberto Parreira |
| 1998     | Francia           | Didier Deschamps       | Aimé Jacquet            |
| 2002     | Brasile           | Cafu                   | Luiz Felipe Scolari     |
| 2006     | Italia            | Fabio Cannavaro        | Marcello Lippi          |
| 2010     | Spagna            | Iker Casillas          | Vicente del Bosque      |
| 2014     | Germania          | Philipp Lahm           | Joachim Löw             |
| 2018     | Francia           | Hugo Lloris            | Didier Deschamps        |
| 2022     | Argentina         | Lionel Messi           | Lionel Scaloni          |